# Irena Iłłakowiczowa
Irena Iłłakowiczowa z domu Morzycka, ps. „Irena”, „Barbara Zawisza” (ur. 26 lipca 1906 w Berlinie, zm. 4 października 1943 w Warszawie) – polska podporucznik Narodowych Sił Zbrojnych, agentka wywiadu Organizacji Wojskowej Związku Jaszczurczego i NSZ.
Córka Bolesława Morzyckiego i Władysławy z Zakrzewskich, siostra Jerzego. Poliglotka, władająca sześcioma językami obcymi: francuskim, angielskim, perskim, fińskim, niemieckim i rosyjskim.

## Życiorys
Urodziła się w Berlinie, zaś po wybuchu rewolucji październikowej, po 1917 wraz z rodziną przebywała w Finlandii. Po powrocie do kraju, uczyła się w przyklasztornej szkole sióstr Zgromadzenia Najświętszego Serca Jezusowego w Zbylitowskiej Górze. Następnie studiowała nauki humanistyczne na Uniwersytecie Grenoble we Francji.
Podczas wędrówki po alpejskich górach jeden z jej uczestników spadł w głąb wąskiej szczeliny. Wypadek ten zakończył się jego śmiercią. Irena, która podjęła się wydobycia zwłok, została spuszczona na linie i odnalazła ciało zmarłego. Została za ten czyn nagrodzona szwajcarską złotą odznaką alpinistyczną.
W Paryżu poślubiła Azisa Zangenaha – syna księcia Kurdystanu. Następnie wspólnie zamieszkali w pałacu w Persji. Irena była przyzwyczajona do częstych kontaktów rodzinnych i towarzyskich, toteż pobyt w Kurdystanie stawał się dla niej coraz bardziej uciążliwy. Po dwóch latach, za zgodą męża, opuściła ten rejon i na motocyklu udała się do Teheranu, gdzie w poselstwie polskim umożliwiono jej powrót do Polski.
Po pobycie w kraju wyjechała do Paryża. Poznała tam Jerzego Olgierda Iłłakowicza, którego poślubiła 23 października 1934 w Warszawie. 25 czerwca 1936 urodziło się ich jedyne dziecko – córka Ligia.

### Działalność wywiadowcza
W październiku 1939 Irena Iłłakowiczowa rozpoczęła działalność konspiracyjną, szczególnie koncentrując się na współpracy z Organizacją Wojskową Związek Jaszczurczy. Podczas okupacji niemieckiej przyjęła nazwisko Barbara Zawisza. Irena i jej mąż Jerzy ukrywali się pod różnymi adresami ze względu na zagrożenie aresztowania przez gestapo. Rozpoczęła służbę jako agentka wywiadu w podcentrali „Zachód”. Do zadań sieci „Z” należało rozpoznanie wojskowe, gospodarcze i komunikacyjne. Oddział II Komendy OW ZJ, w porozumieniu z Oddziałem II Komendy Głównej Związku Walki Zbrojnej – Armii Krajowej, prowadził nadzór nad siecią. Biegle władała językiem niemieckim, wyjeżdżała więc kilkakrotnie do Berlina, gdzie znajdował się punkt kontaktowy Ekspozytury podcentrali „Zachód”.
Na przełomie lat 1941 i 1942 sieć została rozbita przez Niemców. Konsekwencją tego wydarzenia było wiele aresztowań działaczy konspiracyjnych. Irenę gestapo aresztowało 7 października 1942. Uwięziono ją na Pawiaku i rozpoczęto przesłuchania, na których nikogo nie wydała. Działacze organizacji, w której służyła, świadomi jej roli w wywiadzie, przesłali jej potajemnie cyjanek, z którego nie skorzystała. Dzięki staraniom jej męża, 16 stycznia 1943 zorganizowano wydostanie Ireny z hitlerowskiego więzienia. Przekupiony strażnik miał umieścić ją w grupie więźniów niepolitycznych, skierowanych na transport do Majdanka. Gdy tam się znalazła, oddział żołnierzy Narodowych Sił Zbrojnych z Pomorza, w marcu 1943 dokonał udanego odbicia Ireny z obozu. Przebrani w mundury gestapo, przyjechali pod bramę obozu i przedstawili dokument nakazujący przekazanie Ireny na śledztwo w Warszawie. Wydarzenie to zostało udokumentowane w raporcie Delegatury Rządu.
Przebywała krótko w Lubelskiem; następnie znalazła się w Klarysewie-Janówku. Wróciła do Warszawy i zamieszkała u dr Miłodroskiej przy ul. Filtrowej. Rozpoczęła służbę rozpoznawczą w NSZ przeciw ekspozyturze sowieckiej. Jej mąż miał zostać wysłany do Anglii jako przedstawiciel TNRP. Zaproponował, że zabierze ze sobą swoją żonę, jednak dowództwo uznało ten pomysł za niewłaściwy i podjęło decyzję o wysłaniu Ireny wraz z Tadeuszem Salskim (ps. "Jan"). Dziewięć dni przed wyjazdem, wieczorem w dniu 4 października 1943 poprzez rozmowę telefoniczną została wezwana w ważnej sprawie. Irena, podejrzewająca prowokację, udała się jednak w określone przez rozmówcę miejsce, gdyż wezwanie to uznała za zbyt istotne. W razie gdyby nie powróciła do godz. 22, poprosiła dr Miłodroską, aby powiadomiła określony punkt kontaktowy.

### Śmierć i pochówek
Irena Iłłakowicz została zamordowana w nieznanych okolicznościach. Mąż Jerzy rozpoczął poszukiwania i odnalazł ciało Ireny w kostnicy przy szpitalu przy ul. Oczki (które zostało znalezione na Polu Mokotowskim).
Sprawcy jej zabójstwa pozostają nieznani. W dniach przed śmiercią zajmowała się rozpracowywaniem radiostacji w Otwocku wspierającej akcje przejmowania sowieckich spadochroniarzy zrzucanych na teren Polski. Z tych też powodów podejrzenia padały na NKWD lub PPR. Prof. Jan Żaryn natrafił (przy poszukiwaniu materiałów dotyczących inwigilacji przez komunistyczną bezpiekę jej córki - Ligii Iłłakowicz-Grajnert) na notatkę w materiałach Instytutu Pamięci Narodowej, w której zapisano: „Zastrzelona z wyroku GL jesienią 1943 jako konfidentka Gestapo”. 
Została pochowana na cmentarzu Powązkowskim w Warszawie pod nazwiskiem Barbara Zawisza (kwatera 148-5-4). Gestapo często wysyłało swoich funkcjonariuszy na uroczystości rodzinne, dlatego też jej mąż dla bezpieczeństwa uczestniczył w pogrzebie w przebraniu grabarza, jej matka zaś – osoby z obsługi cmentarnej. W roku 1948 na nagrobku matka Ireny Iłłakowiczowej umieściła tabliczkę z prawdziwym nazwiskiem zmarłej.

## Odznaczenia i nagrody
20 maja 1944 została pośmiertnie awansowana do stopnia podporucznika czasu wojny rozkazem dowódcy NSZ. W 1995 została odznaczona Krzyżem Narodowego Czynu Zbrojnego (nr 1-95-59).